# ザ・ギャンブラー (テレビ映画)
ザ・ギャンブラーは、アメリカのテレビ映画のシリーズである。ケニー・ロジャースが、主役の賭博師ブレイディ・ホークを演じた。タイトルは、ロジャースのヒット曲である『ザ・ギャンブラー』にちなんでいる。このシリーズでは5つの作品が製作され、最後の作品がジャック・ベンダー監督であるのを除けば、すべてディック・ロウリーの監督作品である。

## ケニー・ロジャース・アズ・ザ・ギャンブラー（1980）
シリーズ第1作は1980年4月8日に放送された。視聴率も高く、かなりの成功を収めた作品で、結果として多くの続編が放送されることになった。エディー賞受賞、そしてエミー賞2部門（撮影賞と編集賞）にノミネートされている。
ケニー・ロジャース演じるブレイディ・ホークスは、名ばかりの賭博師であり、手紙をもらうまで存在すら知らなかった、小さな息子、ジェレミアに会いに旅に出る。その旅の途中でビリー・モンタナ（道中で何かとブレイディの役に立とうとする）に会い、友達になる。ビリーは自分を、一人前のプロのポーカー・プレイヤーだと思い込んでおり、ユマまでの列車の中で、いかさまをやろうとしてミスをしたり、如才なく振舞おうとしてしくじったりするが、ブレイディは、品行方正に振舞う。また、2人はゲームでトラブルに巻き込まれた娼婦のジェニー・リードを助ける。最後に、ブレイディは、息子ジェレミアの継父と出会うことになる。

## 荒野のギャンブラーII（1983）
（邦題 『荒野のギャンブラーII』原題："Kenny Rogers as The Gambler: The Adventure Continues" ）ケニー・ロジャース主演の第2作。1983年の11月28日と29日に放送された。第1作よりも視聴率が高く、エミー賞2部門（音声編集とミキシング）にノミネートされた。
ビリー・モンタナ、ブレイディ、そして息子のジェレミアは、サンフランシスコで行われた賭博イベントに出かけるが、途中で極悪ギャングのマッコート一味に出くわす。彼らは列車を強制的に止め、ジェレミアを人質にとって100万ドルの身代金を要求する。ブレイディとビリーは、まずジェレミアを取り戻すべきだと決断し、リンダ・エヴァンス扮する、西部一の早打ち女性ハンターにして、寛大なる精神の持ち主であるケイト・マルドゥーンの助けを得て、ジェレミア救出に乗り出す。

## ケニー・ロジャース・アズ・ザ・ギャンブラー　パートIII　ザ・レジェンド・コンティニューズ （1987）
第3作は1987年の11月22日に放送された。
この回では、ブレイディとビリーが、スー族のインディアンを、政府と牛泥棒から守る設定である。

## ザ・ギャンブラー・リターンズ　ザ・ラック・オブ・ドロー（1991）
第4作はケニー・ロジャースがリーバ・マッキンタイアと共演した作品で、ザ・ラック・オブ・ドロー（運頼み）のサブタイトル通り、ブレイディの「賭博師」としてのキャラクターがよみがえる。1991年11月3日にNBCで放送され、エミー賞の衣装デザイン部門にノミネートされた。
1906年、賭博が違法化されてから3週間後、バーガンディ・ジョーンズ（マッキンタイア）は、サンフランシスコで行われる最後のポーカートーナメントに、ブレイディが、謎の特別ゲストと共に無事に到着することをひたすら願っていた。
この中では、往年のテレビ西部劇OBたちが、その当時の役に扮して次々と登場する。バット・マスターソンを演じるジーン・バリー、ワイアット・アープのヒュー・オブライエン、マーベリックのジャック・ケリー、シャイアンのクリント・ウォーカー、燃えよ! カンフーのデビッド・キャラダイン、ライフルマンのチャック・コナーズ、ウエスターナーのブライアン・キース、バージニアンに出演したジェームズ・ドゥーリーとダグ・マクルーア、ローハイドのポール・ブラインガーなどなどである。それぞれの番組の主人公が出てくるたびに、当該番組のテーマがバックに流れた。セオドア・ルーズベルト大統領役のクロード・エイキンスを始め、この映画の登場人物は、ポーカーの席でブレイデイと出くわすことに胸を躍らせていた。

## ギャンブラーV プレイング・フォー・キープス（1994）
シリーズ第5作。ブレイディの息子、ジェレミアはアウトローのブッチ・キャシディやサンダンス・キッドの仲間となる。ブレイディは、ジェレミアが投獄されたり、最悪の事態に陥ったりするのを未然に防ごうと、息子の救出に向かう。

## 第6作について
2011年3月15日、ケニー・ロジャースはジミー・ファロンの番組で、もし新しいシリーズが作られたら、出演したいかと尋ねられた。ロジャースは、自分の膝の状態が悪いのでそれは難しいだろう、と言いつつも、もし新作に出るのであれば、その冒頭シーンは撃ち合いにしてほしいとも言った。自らの膝の不調を、撃ち合いによる負傷と言う設定にしたいのかもしれない。